# Обланде
Обланде су колач од танке коре. Овај десерт се користи у Србији и региону. Фил за обланде се прави дугим кувањем млека и шећера, до карамелизације, тако да се добије средње густ карамел у који се на крају додаје путер. Коре за обланде су индустријски вафел производ који се купује готов и често је доступан у малопродаји у целом региону где се ова посластица прави и конзумира.
Овај десерт се послужује хладан, често као ужина, самостално, а ређе као део оброка.
Обланде се користе у спремању многобројних врста колача са различитим надевима, сувим воћем и филовима са додацима ораха, кекса, лешника, чоколаде и кокоса.
У Србији се производи неколико различитих облика, дезена и димензија обланди. Поред класичних плочастих обланди, производе се тзв. "Рафаело" обланде са полулоптицама које се пуне, затим корпице и корнет чаше.